# Centella dentata
Centella dentata là một loài thực vật có hoa trong họ Hoa tán. Loài này được Adamson mô tả khoa học đầu tiên năm 1951.